# Chính sách thị thực của Transnistria
Transnistria không yêu cầu thị thực với người nước ngoài. Tuy nhiên người nước ngoài phải đăng ký với chính quyền khi nhập cảnh. Tuy nhiên, công dân của 3 quốc gia Hậu Liên Xô đang tranh chấp khác có thể đến Transnistria không cần thị thực. Tất cả thành viên của Cộng đồng vì Dân chủ và Quyền lợi của Các quốc gia đã đồng ý bỏ yêu cầu thị thực với công dân của họ. Bao gồm:
| - Abkhazia - Cộng hòa Artsakh - Nam Ossetia |

## Thủ tục đăng ký
Hộ chiếu hoặc thẻ căn cước được nộp nới Cục Thị thực và Đăng ký và cục hộ chiếu của Bộ Nội vụ để đăng ký trong vòng 24 giờ sau khi nhập cảnh nếu ở với họ hàng, bạn bè, bằng thư bời, cũng như cũng như nhập cảnh với mục đích học tập và công tác. Khi người nước ngoài đến khách sạn, quản lý khách sạn phải báo với Bộ Nội vụ và chịu trách nhiệm về việc đăng ký. Tổ chức bảo lãnh phải thông báo với Bộ Nội vụ và Bộ Anh ninh Quốc gia 3 ngày trước khi người nước ngoài đến.